# Harry Reid
Harry Mason Reid (phát âm như là "Rít"; sinh ngày 2 tháng 12 năm 1939 – mất ngày 28 tháng 12 năm 2021) là một thượng nghị sĩ Hoa Kỳ đại biểu cho tiểu bang Nevada từ năm 1987 đến năm 2017 và là một đảng viên đảng Dân chủ. Ông hiện làm Lãnh tụ Đa số trong Thượng viện kể từ tháng 1 năm 2007; ông từng làm Lãnh tụ Thiểu số và Phó Lãnh tụ Thiểu số và Phó Lãnh tụ Đa số. Trước khi được bầu vào Thượng viện, ông Reid từng là dân biểu trong Hạ viện Hoa Kỳ đại diện cho khu bầu cử quốc hội số 1 của Nevada và từng là viên chức trong chính phủ địa phương và tiểu bang tại Nevada trong các chức vụ chưởng lý Henderson, nghị sĩ tiểu bang, Phó Thống đốc thứ 25, và chủ tịch Ủy ban Cờ bạc Nevada. Là Lãnh tụ Đa số trong Thượng viện và tín hữu Giáo hội Các Thánh hữu Ngày sau của Chúa Giêsu Kitô, ông Reid đã nhậm chức vụ cao hơn mọi tín hữu Mặc Môn trong lịch sử Hoa Kỳ. Nhiệm kỳ Lãnh tụ Đa số trong Quốc hội khóa 113 sẽ kết thúc vào tháng 1 năm 2017, và ông đang tái ứng cử cho năm 2016.